# Wirtschaftsgeschichte der Stadt Braunschweig
Die Wirtschaftsgeschichte der Stadt Braunschweig ist eng mit der Geschichte und Wirtschaft des Braunschweiger Landes und der näheren Umgebung der Stadt Braunschweig verbunden. Bereits die Stadtgründung dürfte mit der günstigen Lage am Schnittpunkt mehrerer frühmittelalterlichen Fernstraßen und der ab hier schiffbaren Oker in Zusammenhang stehen. Die Ernennung zur Residenzstadt Heinrich des Löwen führte zu einer ersten wirtschaftlichen Entwicklungsphase der Stadt. Durch den Beitritt zur Hanse und die faktische Unabhängigkeit entwickelte sich Braunschweig im Mittelalter zu einem der wichtigsten Handelsplätze in Mitteldeutschland. Nach der Wiedereingliederung in das Fürstentum Braunschweig-Wolfenbüttel versuchte Herzog Rudolf-August die Wirtschaftskraft der ehemals wohlhabenden Hansestadt wiederherzustellen. Einen Aufschwung erlebte die Wirtschaft aber erst während der Industrialisierung im 19. Jahrhundert. Im Ersten und Zweiten Weltkrieg wurde die Stadt zum Rüstungsstandort ausgebaut und wurde hierdurch ab 1944 zum Ziel schwerer Bombenangriffe. Nach dem Niedergang mehrerer bedeutender Industriezweige und der Rezession der 1970er entwickelt sich die Stadt heute zu einem wichtigen Forschungs- und Entwicklungsstandort innerhalb des Europäischen Wirtschaftsraums. Die Region ist nach wie vor ein bedeutender Cluster der Automobilindustrie. Die Stadtinfrastruktur von Braunschweig entspricht wegen des weiten Umlandes einer sonst doppelt so einwohnerstarken Großstadt.

## Entstehung des Handelsplatzes

### Stadtgründung

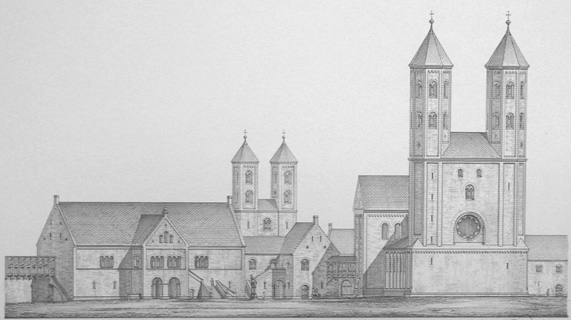
Die Burg Dankwarderode im Mittelalter, Rekonstruktion des mutmaßlichen Zustands von 1200 von Ludwig Winter, 1884

Eine der wichtigsten frühen Entwicklungsgrundlagen ist die günstige topografische Lage, die wahrscheinlich zu den ersten Ortsgründungen geführt haben dürfte. Bereits vor diesen Gründungen verliefen mehrere Fernhandelswege im heutigen Braunschweiger Gebiet. Den Ausschlag für die ersten Siedlungsgründungen dürfte aber wahrscheinlich eine Furt durch die Oker gegeben haben, in deren Nähe vermutlich auch die ersten Siedlungen namens Brunswick und Dankwarderode entstanden. Zudem war die Oker ab Braunschweig flussabwärts schiffbar und es konnten Waren über den – gegenüber dem Landweg günstigeren und sichereren – Wasserweg bis in das Stadtgebiet gebracht werden. Ein ausgebauter Hafen findet seit dem 13. Jahrhundert Erwähnung. Über die Verbindung Oker – Aller – Weser war Braunschweig mit der wichtigen Handelsmetropole Bremen verbunden und konnte somit auch am Seehandel partizipieren. Durch die politischen Beziehungen der herrschenden Brunonen nach Friesland und in die Mark Meißen wurde der Handelsplatz Braunschweig weiter gestärkt.

### Handelsstraßen
Vom Harz kommend in Richtung Lüneburg verlief die Salzstraße, deren Verlauf in etwa der heutigen B4 entspricht. Um das Jahr 1000 entwickelte sich die heutige B1 zur „Via Regia“, der ottonischen Königsstraße von Aachen nach Magdeburg, die im rheinisch-westfälischen Bereich auf den noch älteren „Hellweg“ zurückgeht. Über diese Straße war Braunschweig auch mit einem der wichtigsten Elbübergänge bei Magdeburg verbunden und hatte damit Zugang zu den slawischen Gebieten östlich der Elbe. Beide dieser bedeutenden mittelalterlichen Fernhandelswege kreuzten sich im Gebiet des heutigen Braunschweig. Darüber hinaus gab es weitere Straßenverbindungen, welche beispielsweise von der Nordseeküste kommend wahrscheinlich über Stade, Bardowick und Lüneburg in den Braunschweiger Raum führten. Auch mit Hamburg und Lübeck im Norden bestanden Verbindungen, ebenso wie aus Hildesheim, Gandersheim, Goslar, Halberstadt und Leipzig Straßenverbindungen in den Braunschweiger Raum führten.

### Aufstieg unter Heinrich dem Löwen

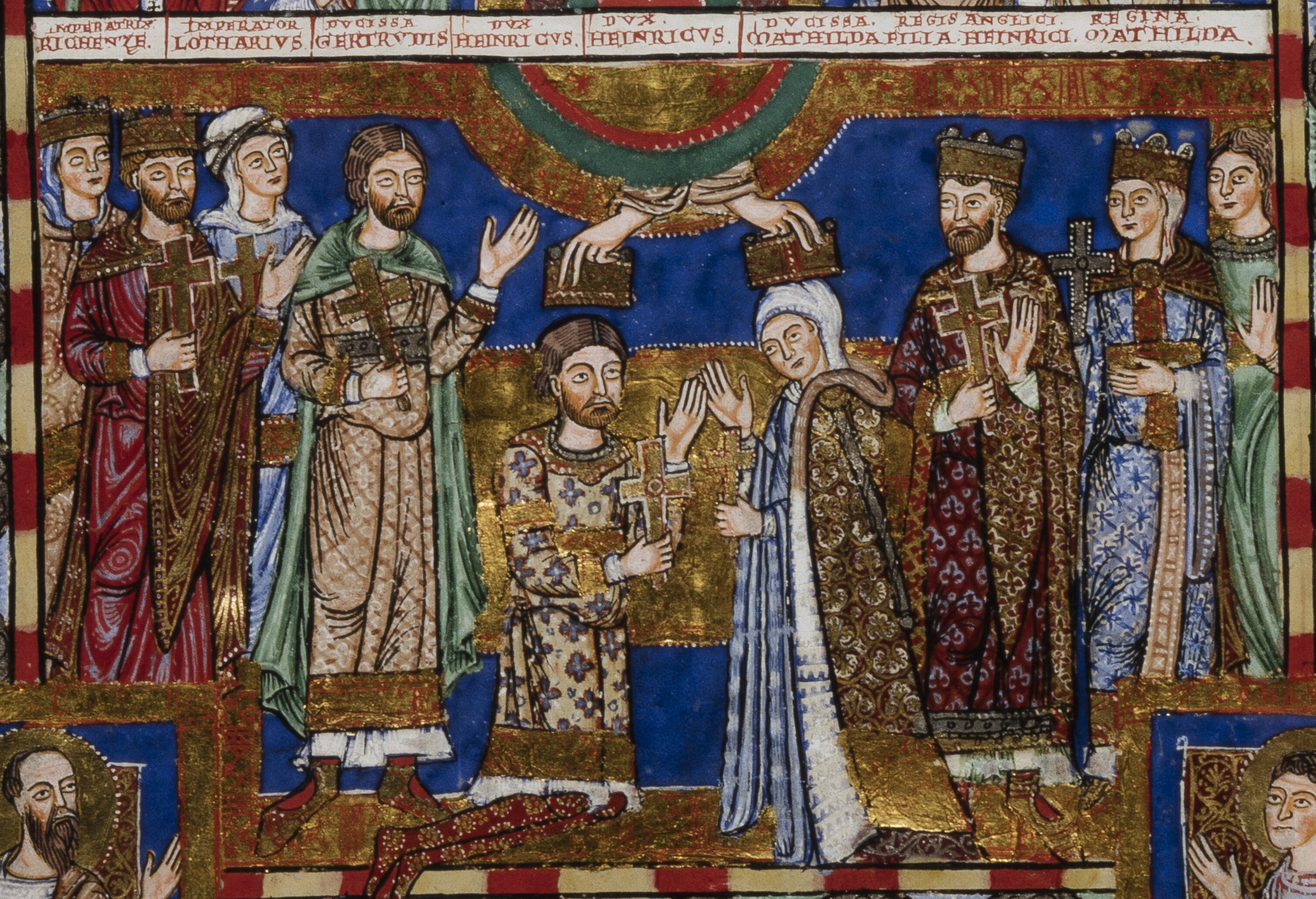
Krönung (oder Eheschließung?) von Heinrich dem Löwen und Mathilda. (aus dem Evangeliar Heinrichs des Löwen, um 1188)

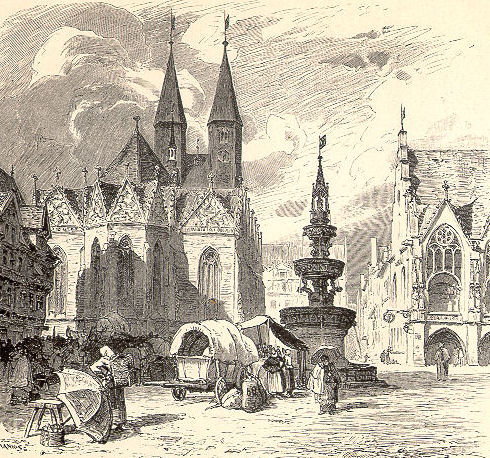
Der Altstadtmarkt als bedeutendster Handelsplatz Braunschweigs

Mit dem politischen Aufstieg Heinrichs des Löwen ging auch ein massiver Ausbau der Stadt Braunschweig zur Residenzstadt einher. Einer der Schwerpunkte war die kaufmännische Entwicklung der Stadt. Heinrich erweiterte die Stadt um neue Stadtteile wie das Weichbild Neustadt oder, früher, das Weichbild Hagen, in welchem er niederländische Handwerker ansiedelte. Die bereits bestehenden Weichbilder Altstadt und Altewiek wurden weiter ausgebaut; spätestens im Verlauf dieses Ausbaus entwickelte sich die Altstadt zum dominierenden wirtschaftlichen und politischen Zentrum der Stadt. Gleichzeitig wuchs auch die wirtschaftliche Bedeutung Braunschweigs im norddeutschen Raum. Dieser Aufschwung wurde auch durch den Sturz Heinrichs im Jahr 1181 nicht gebremst und nach dem Tod Heinrichs im Jahre 1195 von seinen Nachfahren weiter gefördert.
Im Jahr 1199, kurz nach seiner Machtergreifung, verlieh Otto IV. der Stadt umfangreiche Zollfreiheiten im gesamten Heiligen Römischen Reich sowie königlichen Schutz für die Händler. Durch die Gunst des Kaisers stieg Braunschweig sogar für mehrere Jahre zur imperialen Residenz auf, was zu einem weiteren Zuzug von Handwerkern und Händlern führte. Durch die Verbindungen Heinrichs des Löwen und seiner Nachfahren verfügten die Braunschweiger Kaufleute zudem seit 1230 über Handelsprivilegien und Schutzbriefe in Dänemark und England. Handelsbeziehungen entwickelten sich nicht nur zu anderen Hansestädten, sondern auch nach England, Flandern, Brabant, Russland und Ungarn.
Ein weiterer wichtiger Schritt für die Stadtentwicklung war die Verleihung verschiedener Stadt- und Marktrechte und anderer Privilegien für die verschiedenen Weichbilder. Als erste erhielten im Jahr 1227 die Weichbilder Hagen und Altstadt ihr Stadtrecht. Es folgten das Recht der Gildenbildung und das Marktrecht für Tuch in der Altewiek, Marktrechte für Wolle im Hagen sowie weitere Privilegien für die Bäcker im Sack, die Lakenmacher in der Neustadt und die Schmiede in allen Weichbildern. Die bedeutendsten Gewerbe der Stadt waren die Fernhändler, die Wechsler, Goldschmiede sowie die Tuch- und Lakenmacher. Etwa im Jahr 1250 wurde als letzter eigenständiger Stadtteil das zentrale Weichbild Sack gegründet, welches um 1300 die Stadtrechte verliehen bekam.

## Hansestadt

### Entstehung der Gilden
Bereits seit 1245 hatte die Stadt Braunschweig begonnen, ein Netz von Städtebündnisverträgen abzuschließen und damit den Handel abzusichern. Ebenfalls Mitte des 13. Jahrhunderts erfolgte der Beitritt der Stadt und ihrer Weichbilder zur Hanse. Der genaue Zeitpunkt des Beitritts ist urkundlich nicht erwähnt, jedoch ist die Teilnahme an den Hansetagen ab 1358 bestätigt. Innenpolitisch nahmen die Gilden einen immer stärkeren politischen Einfluss auf die Stadtentwicklung. Der Handel wurde hauptsächlich über den Landweg betrieben, aber auch über den Wasserweg konnten Handelswaren bis ins Stadtinnere gebracht werden. Haupthandelsplätze in der Stadt waren die heute noch bestehenden Marktplätze Altstadtmarkt, Hagenmarkt und Kohlmarkt. Dazu kamen die Rathäuser der verschiedenen Braunschweiger Weichbilder und Handelshöfe in der Stadt. Durch den starken Handel und die Anwesenheit vieler Händler, auch aus weit entfernten Gebieten, entwickelte sich Braunschweig in der Folge auch zu einem bedeutenden Finanzplatz des Mittelalters.

### Aufstände und Wirtschaftskrise
Die Aufnahme in die Hanse und die daraus resultierende zunehmende Bedeutung des Handels für die Stadt führten aber auch zu Konflikten zwischen den Patriziern, Großkaufleuten und den Gilden um den Einfluss in der Stadtregierung, die schließlich 1293/94 in der Schicht der Gildemeister gipfelten. Braunschweig war durch ein sehr starkes Gefälle in der Sozialstruktur gekennzeichnet, wodurch fast die Hälfte der Bevölkerung der ärmeren Unterschicht zugerechnet werden musste. Gleichzeitig gab es eine reichsweite Wirtschaftskrise, die auch vormals wohlhabende Edelleute in wirtschaftliche Bedrängnis brachte. Damit einher ging ein Anstieg von Überfällen auf Handelszüge, was die Stadt dazu zwang, enorme finanzielle Mittel zu deren Sicherung aufzubringen. Braunschweig war auf sichere Handelswege sowohl durch seine Stellung im Fern- und Zwischenhandel als auch zum Export seiner eigenen Produkte angewiesen.
Einen weiteren schweren Einschnitt erlebte die Wirtschaft der Stadt und Region durch den Ausbruch der Pest in Braunschweig im Jahr 1350, was zu drastischen demografischen sowie auch wirtschaftlichen Veränderungen führte. Der Handel kam in großen Teilen endgültig zum Erliegen; weite Teile der überlebenden Braunschweiger Bevölkerung verarmten. Militärische Aktionen wie die Schlacht von Dinklar 1367 und das Gefecht am Elm 1373 führten zu einer weiteren finanziellen Belastung für die Stadt. Die zunehmende Verschuldung der Bevölkerung und die hohen finanziellen Verpflichtungen sorgten für weitere Unzufriedenheit, die sich schließlich zwischen 1374 und 1380 in den Unruhen der Großen Schicht entluden. Acht Ratsherren wurden hingerichtet. Den überlebenden Stadtoberhäuptern gelang es aus dem Exil die Hanse zu bewegen, eine Handelssperre gegen Braunschweig auszurufen und die Stadt vorübergehend aus der Hanse auszuschließen. Dies verstärkte die bereits bestehenden wirtschaftlichen Schwierigkeiten enorm und führte zur weiteren Verarmung der Bevölkerung.
Erst 1386 konnte der Streit endgültig beigelegt werden, indem neun Handwerksgilden gleichberechtigt mit den Patriziern in den Rat der Stadt aufgenommen wurden. Damit hatten nun sowohl die Kaufleute als auch die Handwerksgilden die Möglichkeit, die Politik der Stadt direkt zu beeinflussen. Der Stadt wurde nun wieder die volle Mitgliedschaft in der Hanse gestattet.

### Aufstieg zum Vorort der Hanse

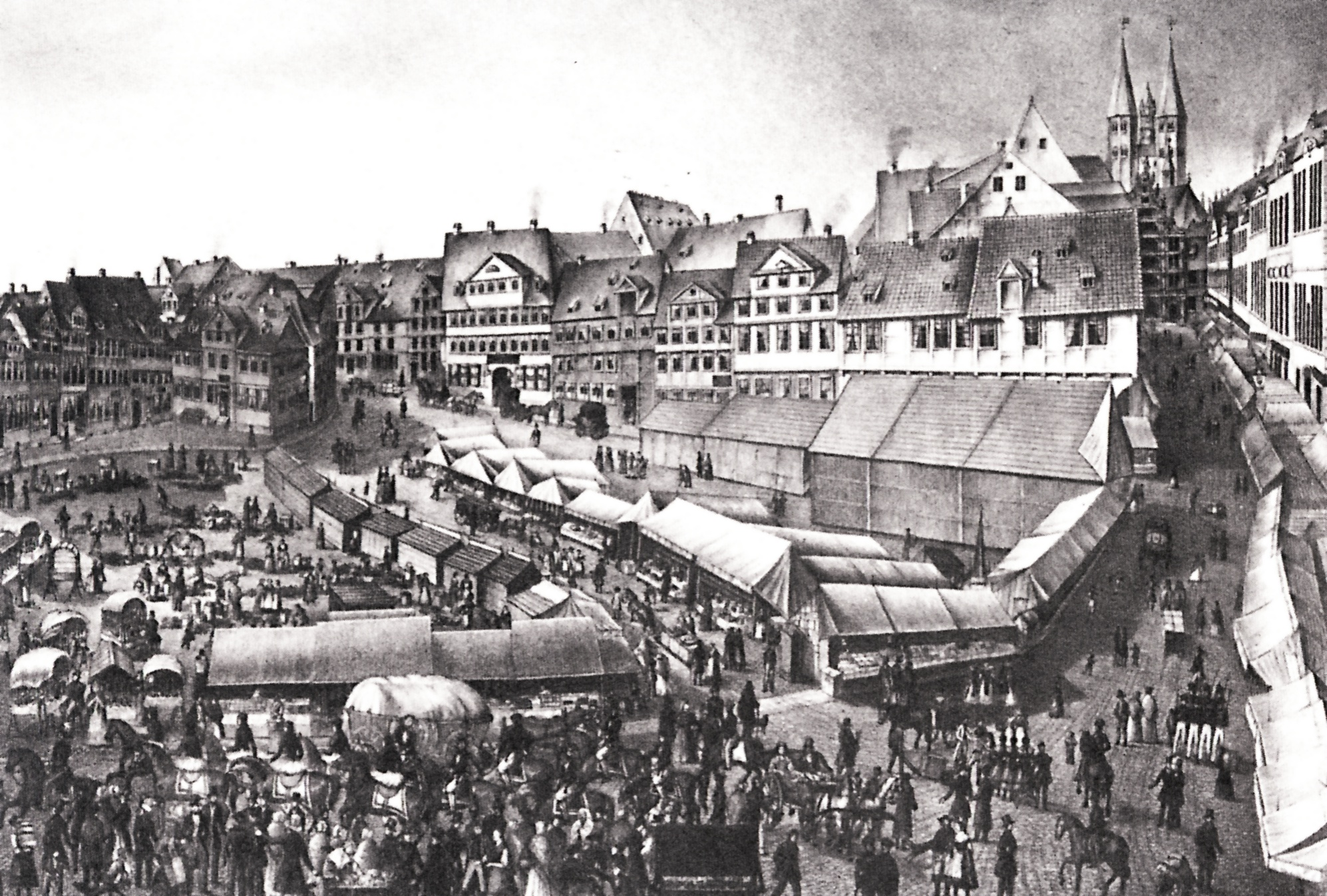
Die Braunschweiger Messe auf dem Kohlmarkt, Lithographie um 1840.

Bis ins 17. Jahrhundert behielt Braunschweig seine starke Stellung im Handel der Hanse und gehörte auch zu den neun Städten, die am letzten Hansetag 1669 teilnahmen. Durch den Dreißigjährigen Krieg und den Niedergang der Hanse kam Braunschweig in erhebliche wirtschaftliche und finanzielle Probleme. In dieser Lage wurde die Stadt von Truppen des Braunschweiger Herzogs Rudolf August besetzt und in das Fürstentum Braunschweig-Wolfenbüttel eingegliedert. Der Herzog suchte die Wirtschaftskraft der ehemals wohlhabenden Hansestadt wiederzubeleben und richtete 1681 gegen den Widerstand der Messestädte Leipzig und Frankfurt zwei jährliche Warenmessen ein. Diese erlebten ihre Blütezeit während des 18. Jahrhunderts, als sie eine ähnliche Bedeutung wie die Warenmessen in Frankfurt und Leipzig entwickelten. Sie verloren während des 19. Jahrhunderts ihren wirtschaftlichen Stellenwert und wurden 1910 aufgehoben.
Heute ist die Stadt Mitglied der Neuen Hanse, die es seit 1980 gibt. Im Sommer 1985 wurde der fünfte Hansetag neuer Rechnung in Braunschweig abgehalten.

## Manufakturwesen in der Frühen Neuzeit

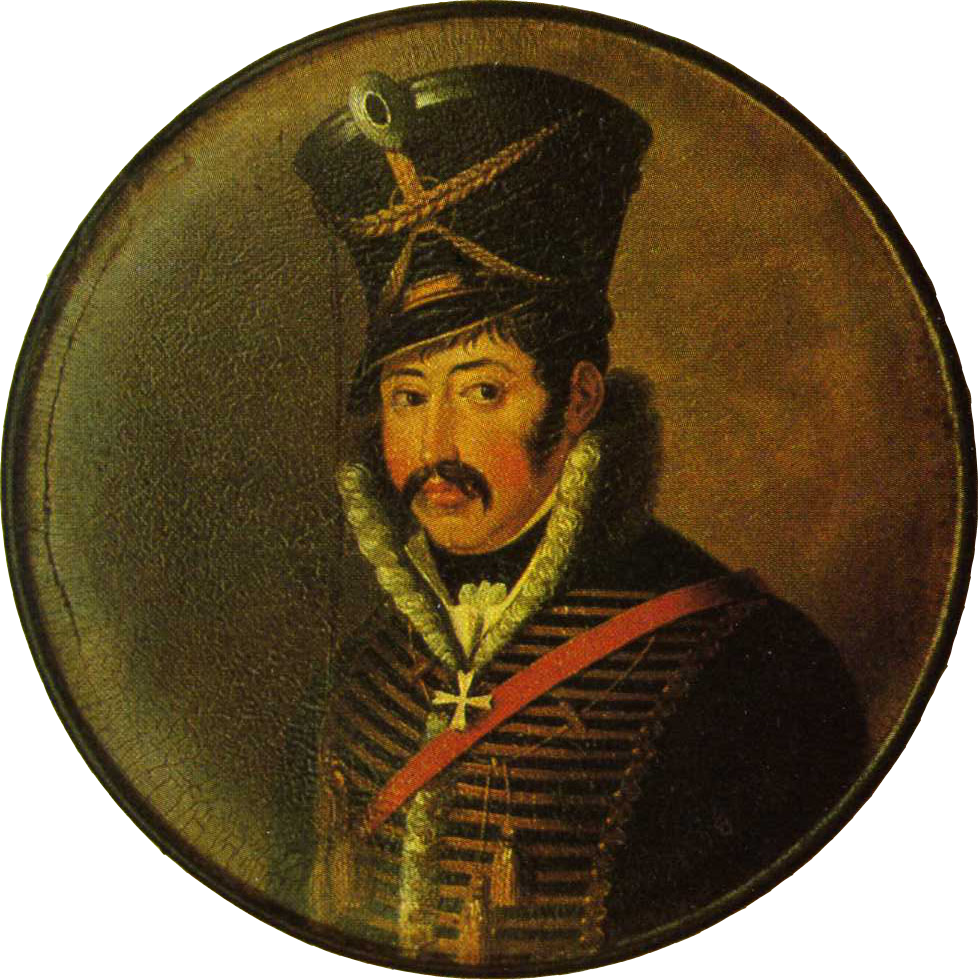
Schnupftabakdose mit dem Porträt des Ferdinand von Schill,
Lackarbeit der Manufaktur Stobwasser,
1. Hälfte des 19. Jahrhunderts.

In der Frühen Neuzeit wurden, zur Förderung der Exportwirtschaft in Stadt und Fürstentum Braunschweig, im Auftrag der Herzöge Karl I. (1713–1780) und Karl Wilhelm Ferdinand (1735–1806) eine Reihe von Manufakturen eingerichtet. Die Manufakturen sollten die Produktion landeseigener Fertigprodukte steigern, um durch deren Ausfuhr dringend benötigte finanzielle Mittel, Gold und Bargeld, einzunehmen.
Um landesfremde Handwerker und Unternehmer anzulocken, gewährten die Herzöge Privilegien und Vergünstigungen. So kam es besonders in der zweiten Hälfte des 18. Jahrhunderts zu zahlreichen staatlichen und privaten Manufakturgründungen, wie der Buchdruckerei des Großen Waisenhauses (1751), der Chemiefabrik der Gebrüder Gravenhorst (1762), der Papiermaché- und Lackwarenmanufaktur Stobwasser (1763) sowie zahlreicher Zichorienfabriken ab 1781.

### Zichorienfabrikation
Als „Zichorienfabrikation“ bezeichnete man, besonders im 19. Jahrhundert, die Herstellung eines kaffeeähnlichen Getränkes aus der Wurzel der Gemeinen Wegwarte (auch Zichorie genannt).
Als Erfinder des Zichorienkaffees gelten der Major Christian von Heine aus Holzminden und der Braunschweiger Gastwirt Christian Gottlieb Förster († um 1801). Im Jahr 1769/70 erhielten beide eine Konzession für die Produktion von Zichorienkaffee in Braunschweig und Berlin. Für den Produktionsstandort Braunschweig wirkte sich günstig aus, dass die Bauern des Harzvorlandes bereits seit langer Zeit Salatzichorie anbauten und somit kurzfristig größere Mengen Zichorienwurzel nach Braunschweig liefern konnten.
Die Stadt Braunschweig entwickelte sich schnell zu einem frühen Zentrum der Zichorienkaffeeherstellung. In der Zichorienfabrik Ludwig Otto Bleibtreu, gegründet im Jahr 1781 von dem ehemaligen Kammerdiener Ludwig Otto Bleibtreu (1752–1820), wandelte sich die zunächst noch stark handwerklich geprägte Herstellung in eine arbeitsteilige Großproduktion. Im Jahr 1785 nahm  die Zichorienfabrik Johann Gottlieb Hauswaldt die Produktion von Zichorienkaffee auf. Bereits um 1795 bestanden 22 bis 24 Betriebe dieser Art, die aus Brandschutzgründen meist außerhalb der engbebauten Braunschweiger Innenstadt errichtet wurden. Um 1880 bestanden noch 19 Zichorienfabriken.

## Industrialisierung im 19. Jahrhundert

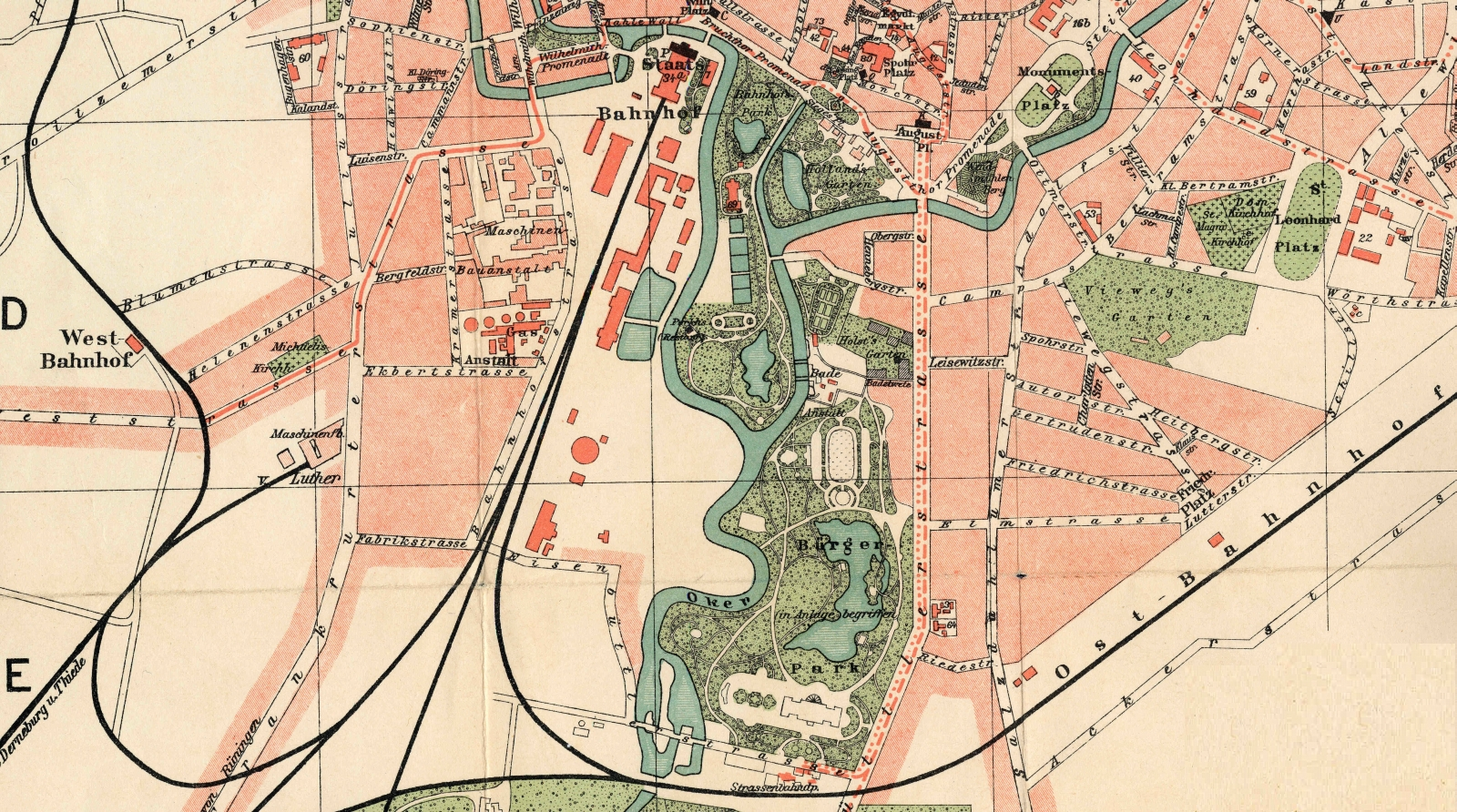
Braunschweig 1899, südliches Stadtgebiet: Das Ringgleis (heute das Freilichtmuseum Braunschweiger ZeitSchiene) kommt als schwarze, weit geschwungene Linie von Westen über den Westbahnhof mit Abzweigung zu den Luther-Werken.
Anschließend führt es steil nach oben bis zum Braunschweiger Bahnhof, wobei es auf seiner Linken die Wilke-Werke, Karges & Hammer, die Braunschweigische Maschinenbauanstalt und andere Anlagen, wie zum Beispiel die Gas-Anstalt passiert.
Vom Bahnhof wieder nach Süden führend, passiert das Gleis in weitem Bogen unter anderem die Brauereien Wolters und Feldschlößchen und die Büssing-Werke, bis es schließlich die Eisenbahnsignal-Bauanstalt Max Jüdel & Co und den Ostbahnhof erreicht. Auf dessen Gelände befindet sich heute der Braunschweiger Hauptbahnhof.

Die industrielle Entwicklung Braunschweigs hängt eng mit dem Bau der  Herzoglich Braunschweigischen Staatseisenbahn, der ersten Deutschen Staatsbahn, im Jahr 1838 zusammen. Da das Herzogtum Braunschweig mit seinen Nachbarn keine Einigung über ein gemeinsames Vorgehen erzielen konnte, wurde unter der Federführung von Philipp-August von Amsberg mit einem eigenen Konzept innerhalb des Herzogtums begonnen. Die erste Line verband den Braunschweiger Bahnhof mit Wolfenbüttel. Weitere Impulse zur Industrieansiedlung folgten mit dem Beitritt des Herzogtums zum Deutschen Zollverein 1841 und mit der Einführung der Gewerbefreiheit 1864.
Analog zum Eisenbahnbau waren auch Unternehmen, die für die Eisenbahn produzierten, die ersten industriellen Unternehmen in Braunschweig. Wurden zunächst vor allem Maschinen und Bahnwagen gefertigt, gründeten sich schnell auch Unternehmen zur Produktion von Weichen- und Signaltechnik. Heute betreibt Siemens mit dem Siemens-Werk Braunschweig das weltgrößte Werk für Eisenbahnsignaltechnik. Firmen der industriellen Gründungszeit waren unter anderem Friedrich Seele & Co (1853, Maschinen), die Hch. Perschmann GmbH (1866, Eisen-, Stahl-, Messingwaren)  und die Braunschweigische Eisenbahnwagen-Bauanstalt AG (1871, Bahnwagen). Gegen Ende des Jahrhunderts erfolgte eine stärkere Diversifikation. Es entstanden Produzenten von Fahrzeugkarosserien wie die Büssing AG.

### Zuckerindustrie

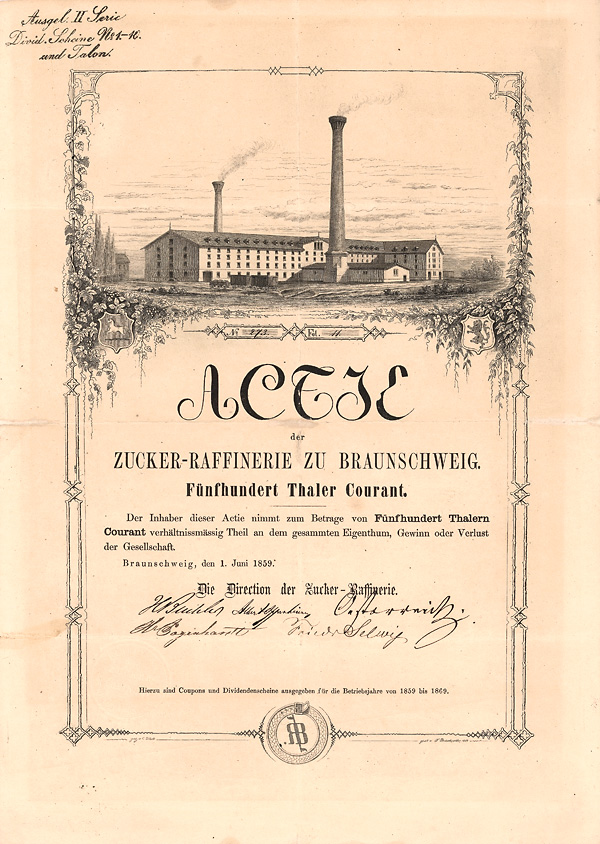
Aktie der „Zucker-Raffinerie zu Braunschweig“ von 1859.

Ein weiterer wichtiger Industriesektor wurde die Zuckerindustrie. Bereits seit den 1850ern intensivierte sich der Anbau von Zuckerrüben. Im Jahre 1857 gründete der Kaufmann Hermann Buchler im westlichen Ringgebiet die „Zuckerraffinerie Braunschweig AG“. Nachdem 1861 der Deutsche Zollverein Ausfuhrprämien beschlossen hatte, erlebte der Zuckerrübenanbau einen weiteren Boom. Hierdurch wurden eine ganze Reihe zuckerverarbeitender Fabriken im Braunschweiger Umland (Salzdahlum, Rautheim, Broitzem, …) gegründet. Durch den erhöhten Bedarf der Zuckerindustrie an Maschinen wurde auch dieser Industriezweig gefördert. Eine führende Rolle nahm die Firma Friedrich Seele & Co. ein, die 1870 als Braunschweigische Maschinenbauanstalt AG an die Börse ging. Durch den Boom kam es jedoch schnell zu Überkapazitäten, die bereits 1885 in einer „Zuckerkrise“ mündeten und schließlich zu einem Rückgang der Zuckerproduktion im Herzogtum führten. Die Gründung der Dr. von Morgenstern Schulen, eine Ausbildungsstätte für chemische Laboranten in Braunschweig, erfolgte 1913 in Zusammenarbeit mit der Zuckerindustrie. Durch Fusionen und Übernahmen entstand 1997 mit der Nordzucker AG Europas zweitgrößter Zuckerproduzent mit Sitz in Braunschweig.

### Getreidemühlen

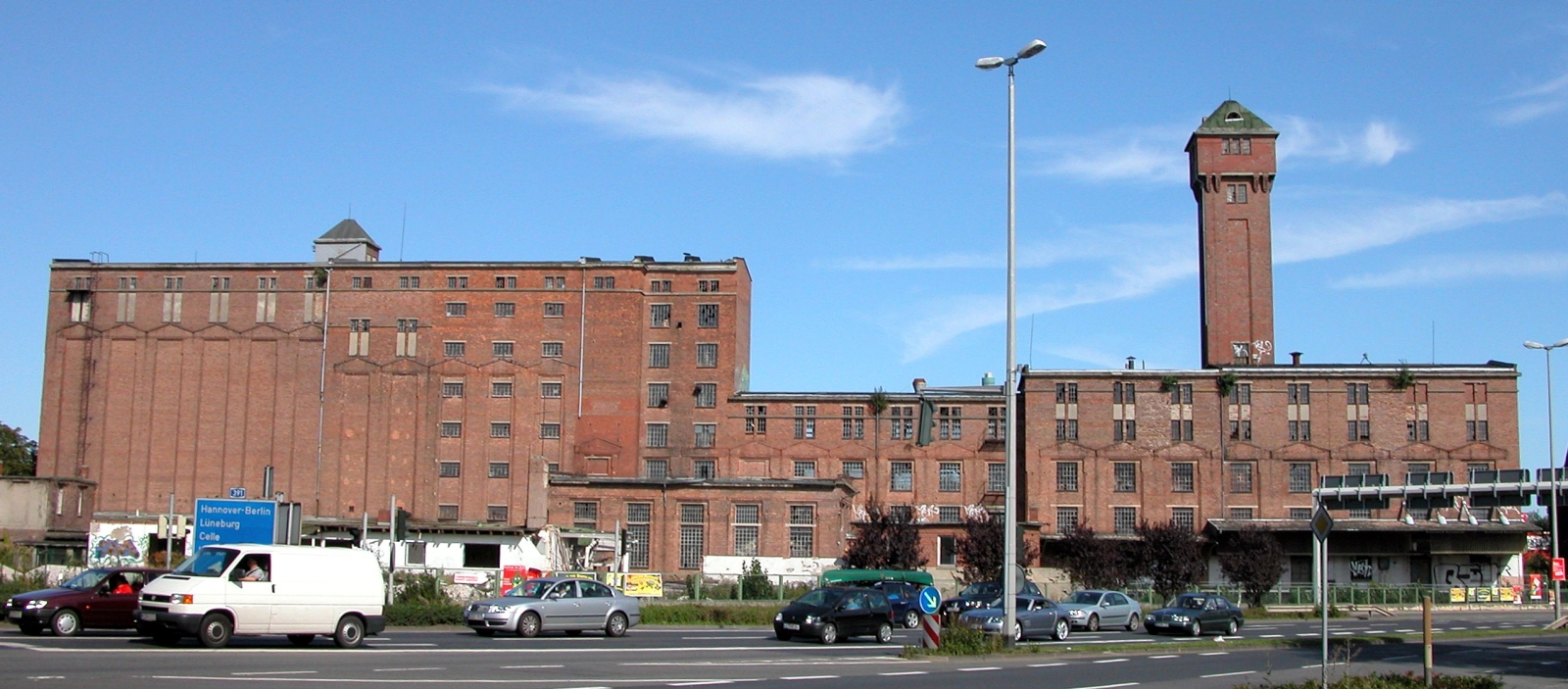
Roggenmühle Lehndorf

Bedeutungsvoll für die industrielle Entwicklung der Stadt war zudem der Maschinenbau für die Getreidebearbeitung. 1846 gründete G. Luther eine Maschinenfabrik und Mühlenbauanstalt; 1895 gründeten Amme, Giesecke und Konegen ein weiteres Unternehmen, das Getreidemühlen und -speicher konstruierte. Beide Firmen mündeten schließlich in der Mühlenbau- und Industrieaktiengesellschaft (MIAG).

### Konservenindustrie

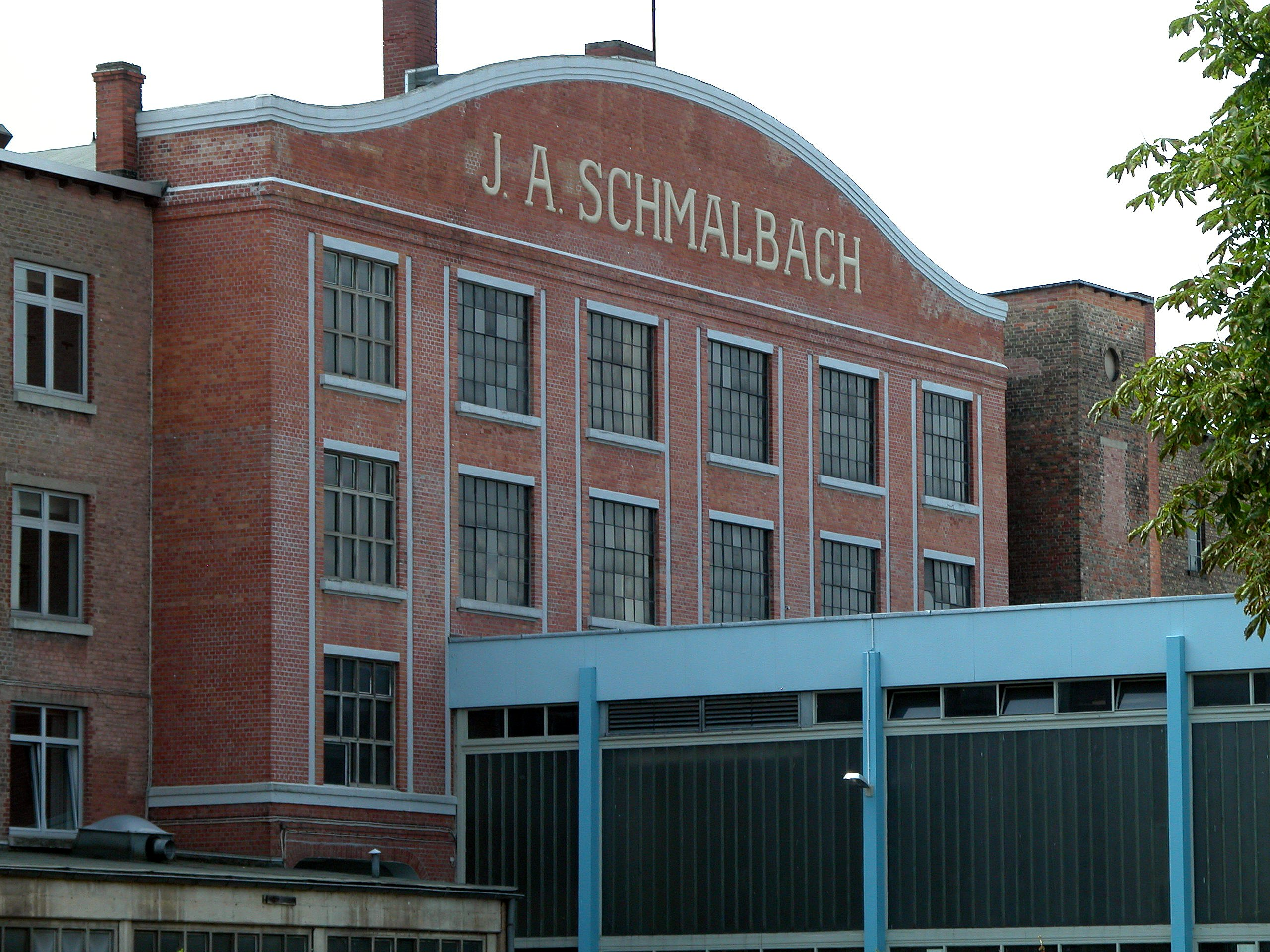
J. A. Schmalbach

Großen Einfluss auf die Etablierung der Stadt als Industriestandort hatten die Konservenindustrie und ihre Zulieferer. Zwischen 1850 und 1870 entstand in der Stadt eine Reihe von Fabriken, deren Absatz durch den Anbau von Gemüse im Braunschweiger Umland begünstigt wurde. Wurde zunächst hauptsächlich Spargel verarbeitet, so änderte sich dies durch den Einsatz von Autoklaven rasant. Die Massenproduktion setzte während des Ersten Weltkrieges durch den schnell ansteigenden Bedarf an haltbaren Lebensmitteln ein. Ein Beispiel ist die 1898 gegründete Schmalbach-Lubeca AG.

### Weitere Sektoren
Durch den hohen Metallbedarf des Maschinenbaus entwickelten sich in der Stadt auch viele Firmen der Metallverarbeitung. Dazu gehörten Hüttenwerke und Gießereien, Dampfkessel- und Gasometerproduzenten sowie weitere Maschinenfabriken diverser Produktionsbereiche.
In der weiteren Folge entstanden weitere Unternehmen der Flachsindustrie, der optischen Industrie (Rollei, Voigtländer), Brauereien (Feldschlösschen, Wolters), Verlage (Westermann, Vieweg) und Musikindustrie (Grotrian-Steinweg, Wilhelm Schimmel Pianofortefabrik GmbH), die oftmals bis heute Bestand haben.

## Rüstungsstandort im Zweiten Weltkrieg
Einen nicht unwesentlichen Einfluss auf das heutige Braunschweiger Wirtschaftsgeschehen hatte die Intention des NSDAP-Ministerpräsidenten des Freistaates Braunschweig Dietrich Klagges, Braunschweig zu einer NS-Musterstadt umzubauen, was z. B. mit der im Braunschweiger Schloss untergebrachten SS-Junkerschule kenntlich wurde.
Im Rahmen der Aufrüstung der Wehrmacht wurde die Stadt im „Dritten Reich“ zu einem Zentrum der Rüstungsindustrie ausgebaut. Wichtigste Unternehmen waren: Büssing (LKW), Rollei und Voigtländer (optische Präzisionsinstrumente), Karges & Hammer, die Luther-Werke (Kampfflugzeuge), die MIAG (Panzer), die Niedersächsischen Motorenwerke (Flugmotoren), Schmalbach-Lubeca, Schuberth-Werke (Stahlhelme) sowie das Volkswagen-Vorwerk. Dazu kam die 1936 gegründete Deutsche Forschungsanstalt für Luftfahrt (ab 1938: Luftfahrtforschungsanstalt Hermann Göring – LFA), auf deren Gelände nach dem Krieg die Physikalisch-Technische Bundesanstalt (PTB) und das Luftfahrt-Bundesamt (LBA) Unterbringung fanden. Zudem wurde die Stadt an die neu entstehende Autobahn (die heutige A 2) und den Mittellandkanal angeschlossen.

## Entwicklung des heutigen Wirtschaftsstandortes Braunschweig

### Automobilindustrie
Nach dem Niedergang der Konservenindustrie und deren Abwanderung in Niedriglohnländer begann sich der Schwerpunkt Automobilindustrie stark zu entwickeln. Braunschweig war Sitz der bereits 1903 gegründeten Büssing Automobilwerke. Während des Weltkrieges zum Branchenführer im Nutzfahrzeugbereich aufgestiegen, wurden die Werke durch die Bombenangriffe auf die Industriezentren stark beschädigt. 1972 ging die Büssing AG in der Firma MAN auf. Die Fahrzeuge der MAN tragen noch heute das Firmenemblem der Firma Büssing, einen stilisierten Braunschweiger Löwen, auf dem Kühlergrill, werden aber heute in Salzgitter hergestellt, 20 km südlich von Braunschweig.
Die Automobilindustrie ist nach wie vor prägend für Braunschweig, da ein erheblicher Teil der Arbeitsplätze und auch der Steuereinnahmen direkt und indirekt von dieser Branche abhängen. In Braunschweig selbst befindet sich mit dem Volkswagenwerk Braunschweig das älteste Werk der Volkswagen AG. Außerdem haben die Tochterunternehmen Volkswagen Financial Services AG, Volkswagen Bank und Volkswagen Airservice ihren Hauptsitz in Braunschweig. Auch zahlreiche Zulieferfirmen für die Volkswagenwerke in Wolfsburg und Braunschweig sowie die MAN in Salzgitter haben Niederlassungen oder ihren Sitz in Braunschweig. Auch leben sehr viele Mitarbeiter von VW Wolfsburg im Stadtgebiet Braunschweigs und stärken die Kaufkraft.

### „Oker Valley“

Exemplar der „Goldenen Edition“ des C64 vom Dezember 1986.

Der Aufstieg Braunschweigs zum überregional bedeutsamen Standort für IT- und Spitzentechnologie begann Anfang der 1980er Jahre. Vor Mauerfall und Wende befanden sich Stadt und Region Braunschweig im sogenannten Zonenrandgebiet. Die Stadt lag nur 40 km westlich der Innerdeutsche Grenze. Durch die Zonenrandförderung sowie weitere Wirtschaftsförderungsmaßnahmen wurde die lokale Wirtschaft unterstützt. Zu dieser Zeit gründete der US-Computerhersteller Commodore International 1980 sein erstes europäisches Werk in Braunschweig. Commodore produzierte in der Stadt vor allem den legendären C 64, von dem zu Hochzeiten 100.000 Stück im Monat vom Band liefen. Des Weiteren entstanden an diesem Standort der Amiga und der Atari. Im Umfeld von Commodore zog es auch andere ausländische IT-Unternehmen in die Stadt, so z. B. Toshiba und der Halbleiter-Hersteller LSI Logic, sowie Pinnacle Systems und Anfang der 2000er Intel. Es kam aber auch in Braunschweig selbst zu Gründungen von IT-Unternehmen, so Yakumo, Miro oder Frank & Walter.
So entstand in Anlehnung an den Namen des bekannten US-IT- und Hightech-Standorts Silicon Valley der Name „Oker Valley“ als Zusammensetzung aus Oker (der Fluss, der durch Braunschweig fließt) und „Valley“ für dessen Tal, in dem Braunschweig liegt.
Nachdem Commodore 1993 in Konkurs gegangen war, musste der Produktionsstandort Braunschweig geschlossen werden. Ähnlich erging es in den 1990er Jahren LSI Logic, Yakumo, Miro und Frank & Walter. In Erinnerung an die Zeit des Commodore-Werkes in Braunschweig, sammelten ehemalige Commodore-Mitarbeiter und -Enthusiasten jahrelang in Braunschweig produzierte Commodore-Hardware und anderes, was mit Unternehmen und Stadt zu dieser Zeit in Verbindung steht. Daraus entstand schließlich in den Geschäftsräumen eines Braunschweiger Unternehmens der Verpackungsindustrie eine Dauerausstellung, die am 27. Februar 2017 eröffnet wurde und für die Öffentlichkeit zugänglich ist.

### Wissenschaftsstandort

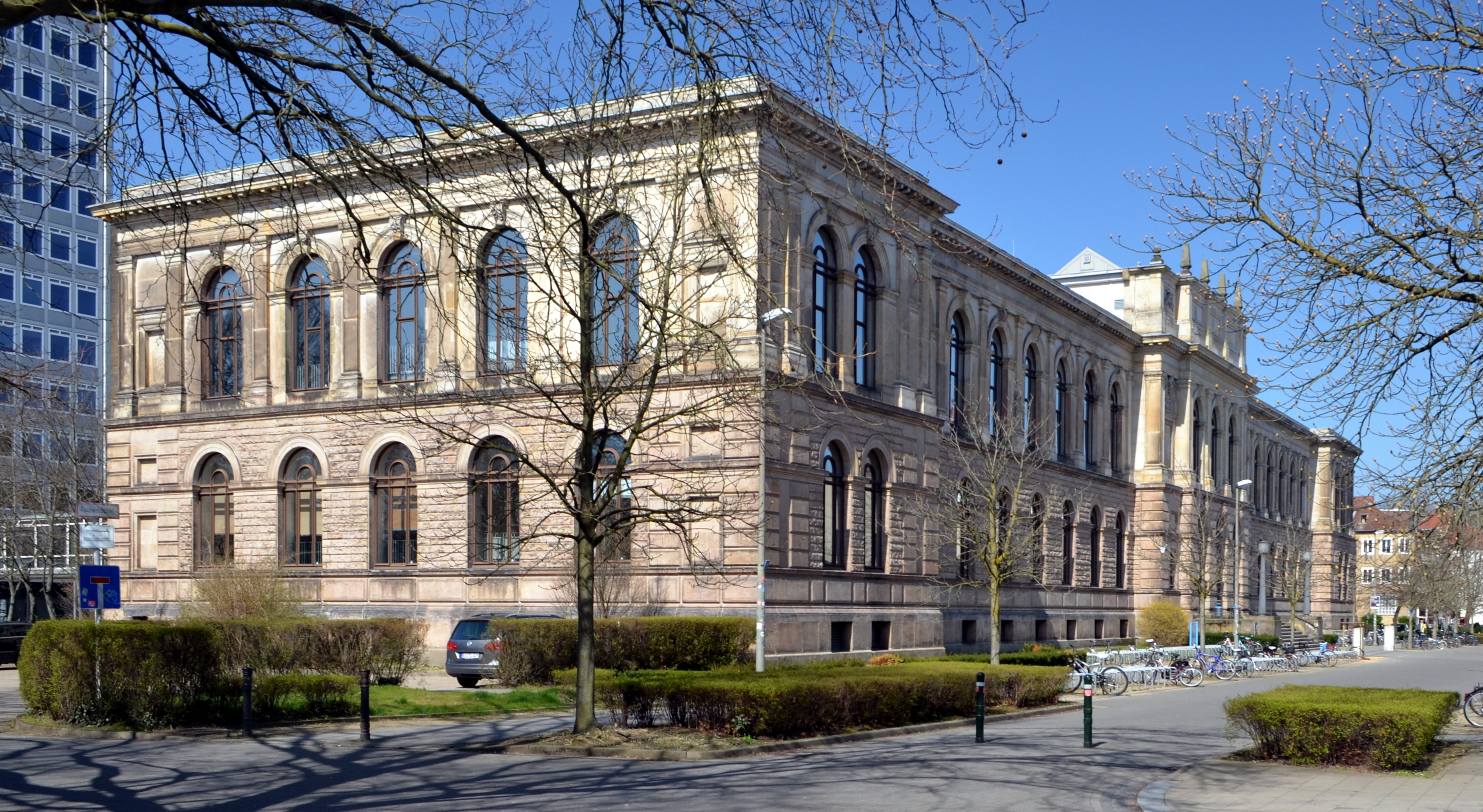
Altgebäude der TU Braunschweig 2018

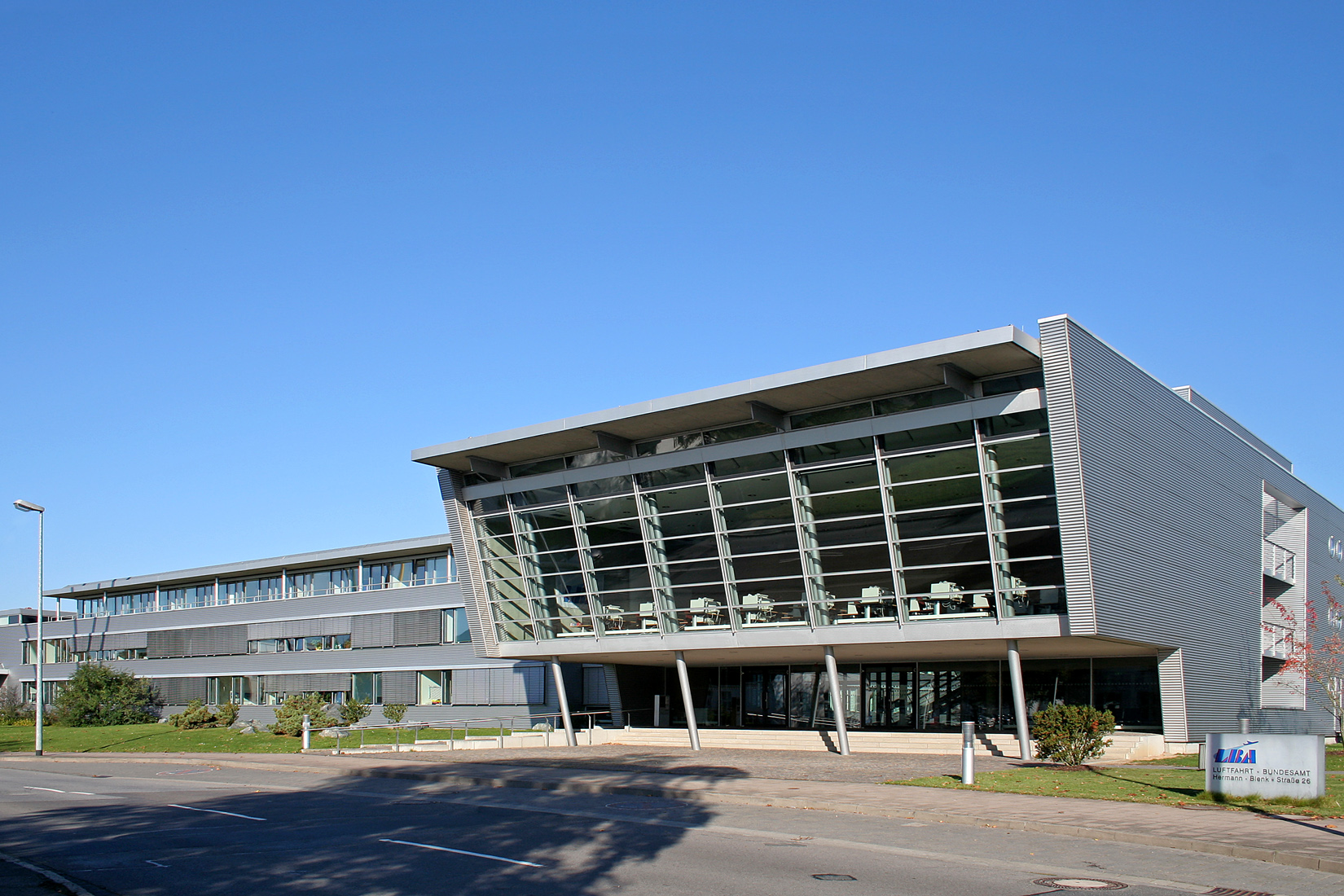
Luftfahrt-Bundesamt

Die Technische Universität Braunschweig begründete vor über 250 Jahren den Forschungsstandort Braunschweig. Heute ist die Universität mit über 14.000 Studenten die größte Universität der Stadt. Die TU Braunschweig zeichnet unter anderem für die Entwicklung des Transrapid mitverantwortlich. Daneben besteht seit 1973 die Fachhochschule Braunschweig/Wolfenbüttel mit mehr als 7.400 Studenten.
In Braunschweig existieren eine Reihe von bundesstaatlichen Forschungseinrichtungen und Behörden. Rund um den  Forschungsflughafen Braunschweig-Wolfsburg haben das Luftfahrt-Bundesamt (LBA), die Bundesstelle für Flugunfalluntersuchung (BFU) und ein Standort des Deutschen Zentrums für Luft- und Raumfahrt (DLR). Bekanntheit hat die Physikalisch-Technische Bundesanstalt (PTB) erlangt, die aufgrund des Zeitgesetzes seit 1978 den gesetzlichen Auftrag hat, mit ihren Atomuhren die gesetzliche Zeit in Deutschland zu verbreiten.
In Braunschweig sind auch zahlreiche Forschungseinrichtungen aus naturwissenschaftlichen Bereichen beheimatet. Auf Bundesebene gehören hierzu die Bundesforschungsanstalt für Landwirtschaft (FAL), die Biologische Bundesanstalt für Land- und Forstwirtschaft (BBA), das Bundesamt für Verbraucherschutz und Lebensmittelsicherheit (BVL) und das Helmholtz-Zentrum für Infektionsforschung (HZI). Neben den öffentlichen Forschungsstätten bestehen auch interdisziplinär arbeitende Forschungszentren wie das BioTec Gründungszentrum, das Zentrum für Luft- und Raumfahrt (Avionik-Forschung) am Flughafen oder der Technologiepark Braunschweig.
Weitere Bundesanstalten und Forschungseinrichtungen in Braunschweig sind:
- Deutsche Sammlung von Mikroorganismen und Zellkulturen (DSMZ) in der Leibniz-Gemeinschaft
- Fraunhofer-Institut für Schicht- und Oberflächentechnik (IST)
- Fraunhofer-Institut für Holzforschung (WKI), auch Wilhelm-Klauditz-Institut genannt
- Georg-Eckert-Institut für internationale Schulbuchforschung (GEI)
- Gesellschaft für Anlagen- und Reaktorsicherheit (GRS)
- Materialprüfungsanstalt für das Bauwesen (MPA), Institut für Baustoffe, Massivbau und Brandschutz (IBMB)
- Virtuelle Fachbibliothek Pharmazie

### Stadt der Wissenschaft und Standort für Spitzen- und Hochtechnologie
Der Stifterverband für die Deutsche Wissenschaft verlieh Braunschweig den Titel „Stadt der Wissenschaft 2007“. Der Eurostat-Bericht 2006 weist aus, dass die Region Braunschweig im gesamten Europäischen Wirtschaftsraum mit weitem Abstand über die höchste Intensität auf dem Gebiet der Forschung und Entwicklung verfügt; im Berichtszeitraum wurden 7,1 % des Bruttoinlandsproduktes für Forschung und Entwicklung aufgewendet. Das Eurostat-Jahrbuch 2009 nennt Braunschweig zusammen mit Stuttgart als diejenige Region in der Europäischen Union, in der prozentual die meisten Arbeitnehmer in Spitzen- und Hochtechnologiesektoren arbeiten, nämlich jeweils 22 %.